# Ulrich Sahm
Ulrich Sahm (né le 13 octobre 1917 à Bochum, mort le 22 août 2005 à Bodenwerder) est un diplomate et ambassadeur allemand.

## Biographie
Ulrich Sahm est le fils de Heinrich Sahm et Dora Rolffs. Il grandit auprès de son père qui deviendra le président du sénat de la ville libre de Dantzig puis le bourgmestre-gouverneur de Berlin. Sur le conseil de son père, il s'inscrit en 1938 au NSDAP parmi les étudiants en droit.
En 1941, il obtient un doctorat en sciences politiques à l'université de Fribourg-en-Brisgau. En 1944, il est arrêté après le complot du 20 juillet 1944 et emprisonné pendant une semaine, on l'accuse d'avoir été le complice de son beau-frère Ulrich Wilhelm Schwerin von Schwanenfeld.
En 1951, il entre après une courte activité au ministère fédéral de l'Économie dans le service diplomatique. Il travaille à l'ambassade de Londres et plus tard à l'ambassade de l'OTAN à Paris. En 1966, il dirige le département des relations avec l'Europe de l'Est au sein de l'Office des Affaires étrangères puis en 1969 le chef de la Chancellerie fédérale.
Durant la chancellerie de Willy Brandt, il est un collaborateur important sur les questions de défense et de politique étrangère. Il est l'un des premiers hommes d'État ouest-allemands à avoir des relations officielles avec la RDA. Entre 1972 et 1977, il succède à Helmut Allardt à l'ambassade de Moscou et joue un rôle important dans le rapprochement défini par Brandt.
Entre 1977 et 1979, il est à l'ambassade d'Ankara puis jusqu'en 1982 permanent à l'Office des Nations unies à Genève. Il prend ensuite sa retraite.
En 1983, il est fait Grand officier de l'ordre du Mérite de la République fédérale d'Allemagne.
Dans sa biographie sur Rudolf von Scheliha, Sahm attire l'attention sur le sort de plusieurs diplomates de l'époque nazie et leurs veuves. Par ailleurs, il soutient en 2004 et 2005 l'opposition d'environ soixante-dix employés du ministère des Affaires étrangères contre le ministre Joschka Fischer.
Sahm se maria avec Insea Hohlt, ancienne abbesse de l'abbaye de Mariensee, puis Christiane von Alten. Il eut sept enfants, dont le journaliste Ulrich W. Sahm.

## Sources, notes et références
- (de) Cet article est partiellement ou en totalité issu de l’article de Wikipédia en allemand intitulé « Ulrich Sahm (Diplomat) » (voir la liste des auteurs).